# Listă de caracteristici ale suprafeței lui Titan
Aceasta este o listă cu caracteristicile suprafeței satelitului planetei Saturn, Titan. Denumirile oficiale pentru aceste caracteristici au fost anunțate recent, suprafața lui Titan a fost practic necunoscută înainte de sosirea sondei Cassini–Huygens. Unele caracteristici au fost cunoscute dinainte după anumite poreclele informale; aceste nume sunt notate acolo unde este cazul. A se reține că unele caracteristici cu o dimensiune fizică dată de „diametru” pot să nu fie circulare; atunci numărul se referă la lungime. 

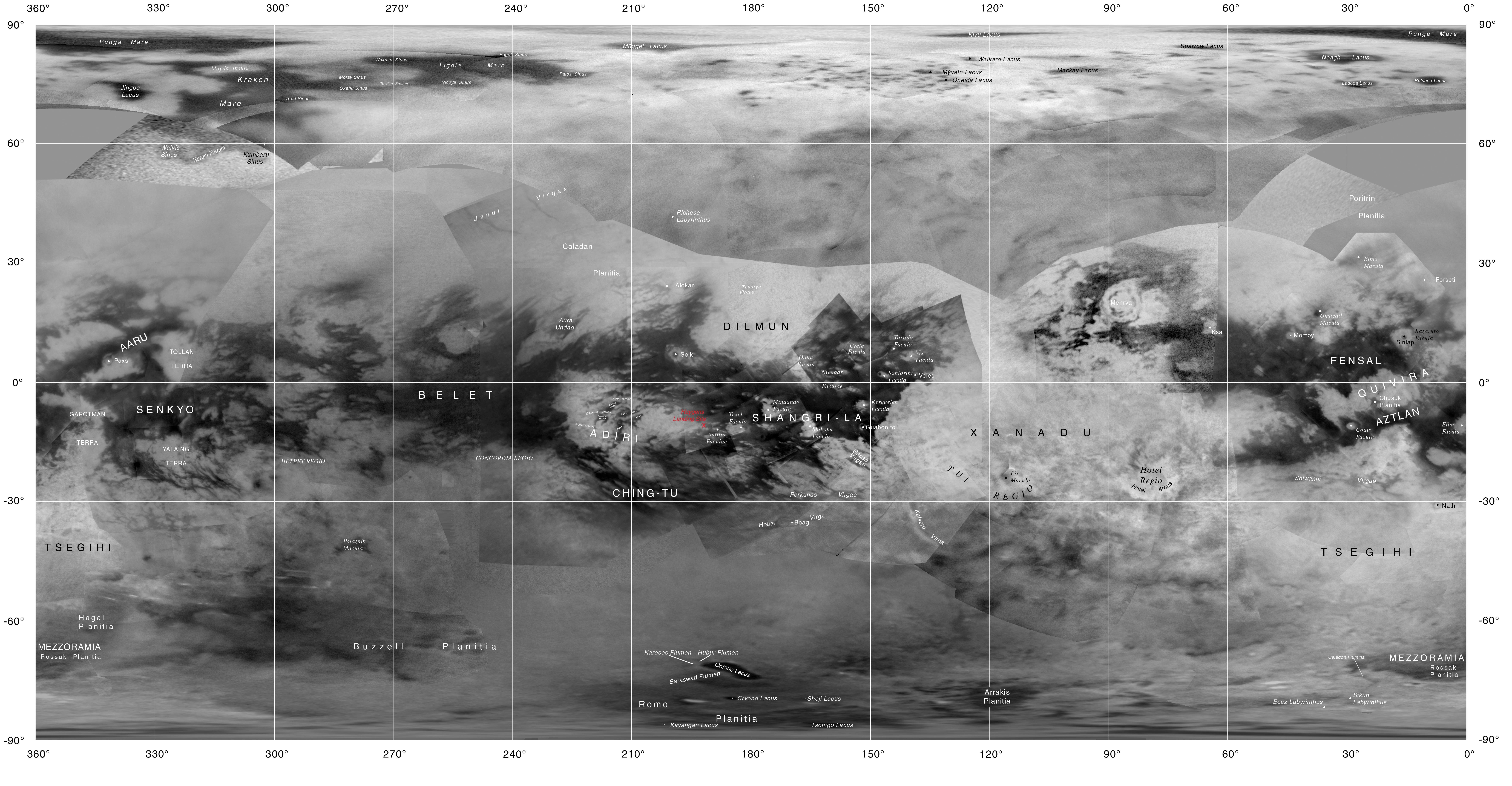
Harta globală a lui Titan – cu etichete IAU (august 2016).

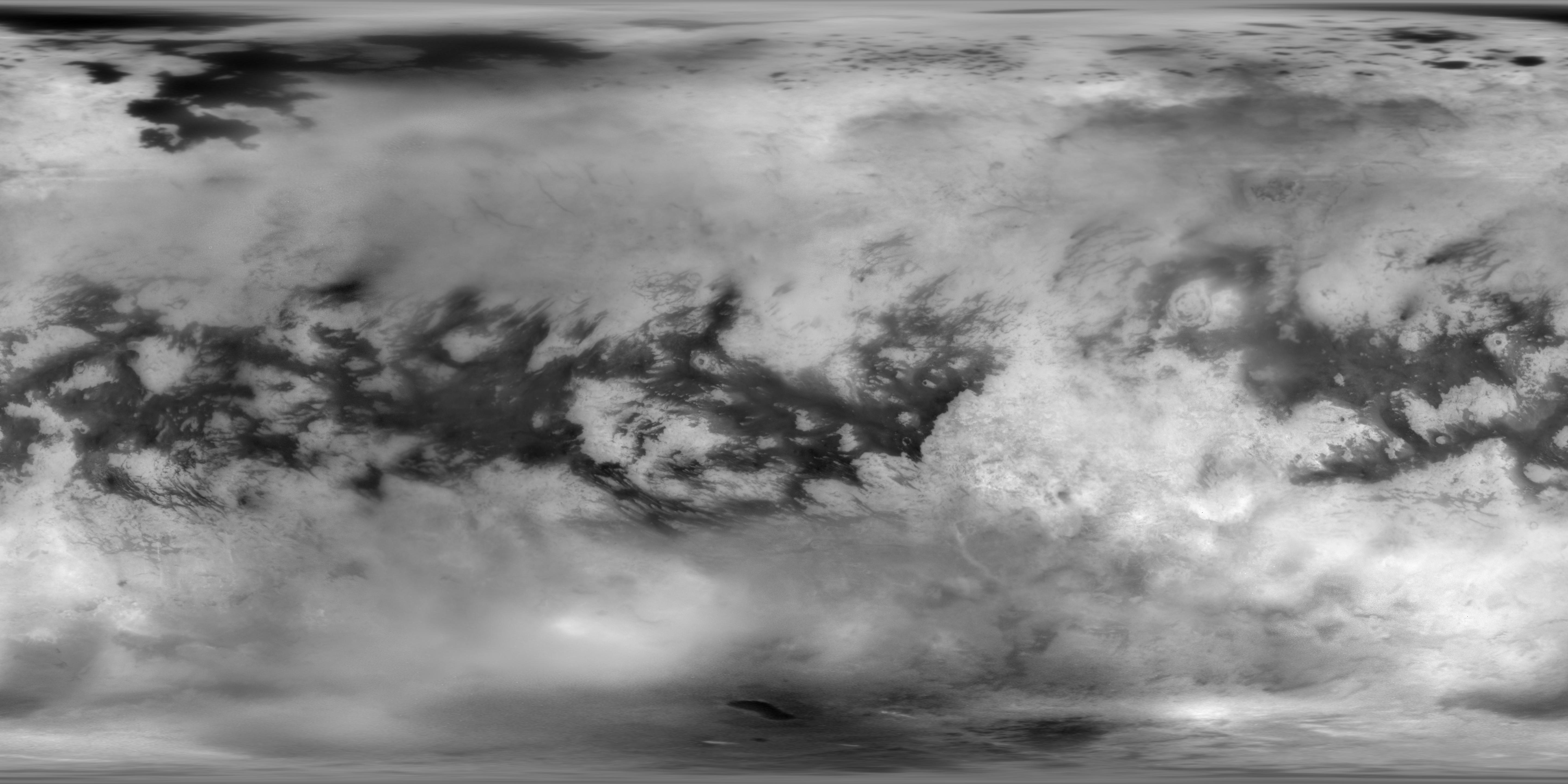
Titan − suprafața de sub ceață (decembrie 2018)

## Caracteristici albedo

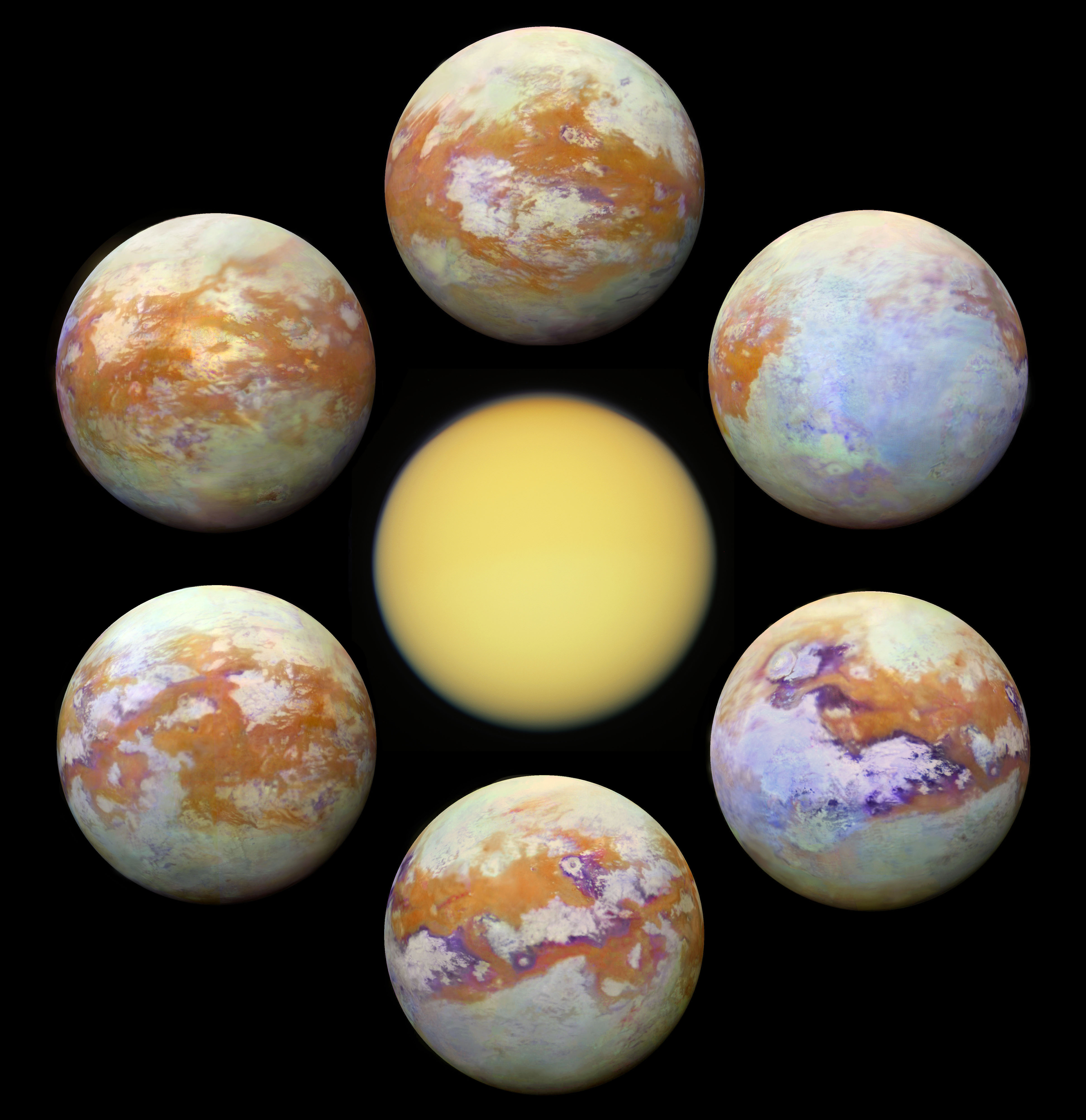
Titan – vederi infraroșu (2004–2017)

Caracteristicile Albedo de pe Titan sunt numite după locurile sacre sau magice din literatură sau din mitologiile terestre.

### Luminoase
| Caracteristică | Coordonate              | Numită după                                                        |
| -------------- | ----------------------- | ------------------------------------------------------------------ |
| Adiri          | 10°S 210°V / 10°S 210°V | Adiri, paradisul melanezian                                        |
| Dilmun         | 15°N 175°V / 15°N 175°V | Dilmun, paradisul sumerian                                         |
| Quivira        | 0°N 15°V / 0°N 15°V     | Quivira, oraș legendar în istoria Americii                         |
| Tsegihi        | 40°S 10°V / 40°S 10°V   | Tsegihi, loc sacru al poporului Navajo.                            |
| Xanadu         | 15°S 100°V / 15°S 100°V | Xanadu, un loc imaginar din Kubla Khan de Samuel Taylor Coleridge. |

### Întunecate
| Caracteristică | Coordonate              | Numită după                                                          | Nume informal              |
| -------------- | ----------------------- | -------------------------------------------------------------------- | -------------------------- |
| Aaru           | 10°N 340°V / 10°N 340°V | Aaru, paradisul egiptean antic                                       |                            |
| Aztlan         | 10°S 20°V / 10°S 20°V   | Aztlán, loc mitologic Aztec homeland                                 | Partea de sud a 'Lying H'  |
| Belet          | 5°S 255°V / 5°S 255°V   | Belet, paradisul poporului Malay                                     |                            |
| Ching-tu       | 30°S 205°V / 30°S 205°V | Ching-tu, paradisul budiștilor chinezi                               |                            |
| Fensal         | 5°N 30°V / 5°N 30°V     | Fensalir, clădire din paradisul nordic heavenly mansion              | Partea de nord a 'Lying H' |
| Mezzoramia     | 70°S 0°V / 70°S -0°E    | Mezzoramia, oază africană a fericirii care apare în legende italiene |                            |
| Senkyo         | 5°S 320°V / 5°S 320°V   | Senkyo, paradis japonez                                              |                            |
| Shangri-La     | 10°S 165°V / 10°S 165°V | Shangri-La, paradis tibetan                                          |                            |

## Arcūs
Arcūs titaneene (caracteristici în forme de arc) sunt denumite după zeități ale fericirii.
| Caracteristici | Coordonate            | Numit după         |
| -------------- | --------------------- | ------------------ |
| Hotei Arcus    | 28°S 79°V / 28°S 79°V | Hotei, zeu japonez |

## Colles
Colles sunt dealuri mici denumite după personaje din Pământul de Mijloc al lui J. R. R. Tolkien.
| Collis         | Coordonate                        | Diametru (km) | Numit după                                                            |
| -------------- | --------------------------------- | ------------- | --------------------------------------------------------------------- |
| Arwen Colles   | 7°30′S 250°00′W / 7.5°S 250.0°V   | 64            | Arwen, personaj din trilogia The Lord of the Rings                    |
| Bilbo Colles   | 4°12′S 38°36′W / 4.2°S 38.6°V     | 164           | Bilbo Baggins, personaj titular din The Hobbit                        |
| Faramir Colles | 4°00′N 153°48′W / 4.0°N 153.8°V   | 82            | Faramir, personaj din trilogia The Lord of the Rings                  |
| Gandalf Colles | 14°36′N 209°30′W / 14.6°N 209.5°V | 102           | Gandalf, personaj din trilogia The Lord of the Rings                  |
| Handir Colles  | 10°00′N 356°42′W / 10.0°N 356.7°V | 100           | Handir, personaj din The Silmarillion                                 |
| Nimloth Colles | 11°54′N 151°18′W / 11.9°N 151.3°V | 90            | Nimloth, numele unui personaj și al unui copac din Pământul de Mijloc |

## Cratere
| Crater  | Coordonate                        | Diametru (km) | Numit după | Nume informal    |
| ------- | --------------------------------- | ------------- | --- | ---------------- |
| Afekan  | 25°48′N 200°18′W / 25.8°N 200.3°V | 115.0         | Afekan, zeu creator din Noua Guinee |                  |
| Beag    | 34°42′S 169°36′W / 34.7°S 169.6°V | 145.0         | Beag, zeiță irlandeză/celtică |                  |
| Forseti | 25°30′N 10°24′W / 25.5°N 10.4°V   | 115.0         | Forseti, zeu nordic |                  |
| Hano    | 40°18′N 14°54′E / 40.3°N 14.9°E   | 100.0         | Hano, Bella Coola (nord-vestul SUA și vestul Canadei) zeița educației cunoașterii și magiei. Ea s-a manifestat ca un șaman pentru a putea învăța oamenii |                  |
| Ksa     | 14°00′N 65°24′W / 14.0°N 65.4°V   | 29.0          | Ksa, spirit al poporului Lakota/Oglala | 'Circus Maximus' |
| Menrva  | 20°06′N 87°12′W / 20.1°N 87.2°V   | 392.0         | Menrva, zeiță etruscă |                  |
| Momoy   | 11°36′N 44°36′W / 11.6°N 44.6°V   | 40.0          | Momoy, șaman strămoș Chumash și zeița magiei |                  |
| Mystis  | 0°06′N 194°54′W / 0.1°N 194.9°V   | 20.0          | Mystis, nimfă greacă |                  |
| Selk    | 7°00′N 199°00′W / 7.0°N 199.0°V   | 80.0          | Selk, zeiță egipteană |                  |
| Sinlap  | 11°18′N 16°00′W / 11.3°N 16.0°V   | 80.0          | Sinlap, spirit Kachin |                  |
| Soi     | 24°18′N 140°54′W / 24.3°N 140.9°V | 75.0          | Soi, zeu al înțelepciunii melanezian (Insula Noua Irlandă Papua Noua Guinee).                                                                            |                  |

## Faculae
Faculaele (punctele luminoase) sunt numite după insule de pe Pământ care nu sunt independente din punct de vedere politic.  Grupurile de facule poartă numele arhipelagurilor de pe Pământ.
| Facula           | Coordonate                        | Numită după                                       | Nume informal    |
| ---------------- | --------------------------------- | ------------------------------------------------- | ---------------- |
| Antilia Faculae  | 11°00′S 187°00′W / 11.0°S 187.0°V | Antillia, mythical Atlantic archipelago           |                  |
| Bazaruto Facula  | 11°36′N 16°06′W / 11.6°N 16.1°V   | Bazaruto, insulă din Mozambic                     |                  |
| Coats Facula     | 11°06′S 29°12′W / 11.1°S 29.2°V   | Insula Coats, Canada                              |                  |
| Crete Facula     | 9°24′N 150°06′W / 9.4°N 150.1°V   | Creta, insulă greacă                              |                  |
| Elba Facula      | 10°48′S 1°12′W / 10.8°S 1.2°V     | Elba,insulă italiană                              |                  |
| Kerguelen Facula | 5°24′S 151°00′W / 5.4°S 151.0°V   | Insulele Kerguelen, insulă subantarctică franceză |                  |
| Mindanao Facula  | 6°36′S 174°12′W / 6.6°S 174.2°V   | Mindanao, insulă filipineză                       | 'Irlanda'        |
| Nicobar Faculae  | 2°00′N 159°00′W / 2.0°N 159.0°V   | Insulele Nicobar, arhipelag Indian                |                  |
| Oahu Facula      | 5°00′N 166°42′W / 5.0°N 166.7°V   | Oahu, insulă Hawaiiană                            |                  |
| Santorini Facula | 2°24′N 145°36′W / 2.4°N 145.6°V   | Santorini, insulă greacă                          |                  |
| Shikoku Facula   | 10°24′S 164°06′W / 10.4°S 164.1°V | Shikoku, insulă japoneză                          | 'Marea Britanie' |
| Texel Facula     | 11°30′S 182°36′W / 11.5°S 182.6°V | Texel, insulă olandeză                            | 'Manhattan'      |
| Tortola Facula   | 8°48′N 143°06′W / 8.8°N 143.1°V   | Tortola, Insulele Virgine Britanice               | 'Melcul'         |
| Vis Facula       | 7°00′N 138°24′W / 7.0°N 138.4°V   | Vis, insulă croată                                |                  |

## Fluctūs
Termenul "fluctus" se referă la terenul cu curgeri. Fluctūs pe Titan poartă numele figurilor mitologice asociate cu frumusețea. 
| Fluctus        | Coordonate                        | Numit după                                     |
| -------------- | --------------------------------- | ---------------------------------------------- |
| Ara Fluctus    | 39°48′N 118°24′W / 39.8°N 118.4°V | Ara cel Frumos, figură legendară armeană       |
| Leilah Fluctus | 50°30′N 77°48′W / 50.5°N 77.8°V   | Layla, zeița persană                           |
| Mohini Fluctus | 11°47′S 38°32′W / 11.78°S 38.53°V | Mohini, zeița indiană a frumuseții și a magiei |
| Rohe Fluctus   | 47°18′N 37°45′W / 47.3°N 37.75°V  | Rohe, zeiță maori                              |
| Winia Fluctus  | 49°00′N 46°00′W / 49.0°N 46.0°V   | Winia, prima femeie indoneziană                |

## Flumina
Un flumen este o formă de relief care arată ca un canal sculptat de lichid. Flumina se referă la o rețea de râuri. Unele flumina nu se găsesc în apropierea corpurilor lichide, care sunt etichetate drept „vale uscată”. Ele sunt numite după râuri mitice sau imaginare. 
| Flumina           | Coordonate                          | Corp lichid   | Lungime (km) | Numită după                                                    |
| ----------------- | ----------------------------------- | ------------- | ------------ | -------------------------------------------------------------- |
| Apanohuaya Flumen | 84°17′N 297°14′W / 84.29°N 297.24°V | Punga Mare    | 64           | Apanohuaya, râu mitologic din lumea de apoi aztecă             |
| Celadon Flumina   | 73°42′S 28°48′W / 73.7°S 28.8°V     | vale uscată   | 160          | Celadon, râu în Iliada lui Homer                               |
| Elivagar Flumina  | 19°18′N 78°30′W / 19.3°N 78.5°V     | vale uscată   | 260          | Élivágar, un grup de râuri de gheață din mitologia nordică     |
| Gihon Flumen      | 76°49′N 215°33′W / 76.81°N 215.55°V | Ligeia Mare   | 225          | Gihon, al doilea râu biblic al paradisului care curge din Eden |
| Hubur Flumen      | 70°12′S 192°54′W / 70.2°S 192.9°V   | Ontario Lacus | 84           | Hubur, râul lumii de apoi în mitologia mesopotamiană           |
| Karesos Flumen    | 70°54′S 194°48′W / 70.9°S 194.8°V   | Ontario Lacus | 83           | Râu în Iliada lui Homer                                        |
| Kokytos Flumina   | 72°43′N 255°00′W / 72.71°N 255°V    | Ligeia Mare   | 305          | Cocytus, râul plângerilor în lumea de apoi greacă              |
| Sambation Flumina | 87°20′N 90°07′W / 87.33°N 90.12°V   | Punga Mare    | 210          | Sambation, râu legendar în literatura evreiască                |
| Saraswati Flumen  | 74°36′S 193°30′W / 74.6°S 193.5°V   | Ontario Lacus | 2.9          | Saraswati, râu în mitologia hindusă                            |
| Vid Flumina       | 72°54′N 242°30′W / 72.9°N 242.5°V   | Ligeia Mare   | 158          | Unul dintre râurile din Élivágar.                              |
| Xanthus Flumen    | 83°28′N 242°46′W / 83.47°N 242.76°V | Ligeia Mare   | 78           | Numele zeilor râului Skamandros din Iliada.                    |

## Freta
Un fretum (plural freta ) este o strâmtoare de lichid care leagă două corpuri lichide mai mari. Ele poartă numele personajelor din seria Fundația de romane științifico-fantastice de Isaac Asimov. 
| Fretum         | Coordonate                        | Lungime (km) | Numit după | Nume informal      |
| -------------- | --------------------------------- | ------------ | --- | ------------------ |
| Bayta Fretum   | 73°00′N 311°12′W / 73°N 311.2°V   | 165          | Bayta Darell, personaj fictiv din seria Fundația a lui Isaac Asimov, soția comerciantului Toran Darell și bunica autorului celebru Arcadia Darell. |                    |
| Hardin Fretum  | 57°18′N 317°48′W / 57.3°N 317.8°V | 246          | Salvor Hardin, personaj fictiv din seria Fundația a lui Isaac Asimov, primul primar al planetei Terminus.                                          |                    |
| Seldon Fretum  | 66°00′N 316°36′W / 66°N 316.6°V   | 67           | Hari Seldon, eroul fictiv, intelectual al seriei Fundația a lui Isaac Asimov, Primul Ministru al Imperiului Galactic.                              | „Gâtul lui Kraken” |
| Trevize Fretum | 74°24′N 269°54′W / 74.4°N 269.9°V | 173          | Golan Trevize, personaj fictiv din seria Fundațiea a lui Isaac Asimov, consilier al planetei Terminus.                                             |                    |

## Insulae
Insulaele sunt insule din mările lui Titan. Ele sunt numite după insule legendare. 
| Insula            | Coordonate                          | Corp Lichid | Numită după                                                                                                   |
| ----------------- | ----------------------------------- | ----------- | --- |
| Bermoothes Insula | 67°06′N 317°06′W / 67.1°N 317.1°V   | Kraken Mare | Bermoothes, o insulă fermecată în Tempesta lui Shakespeare                                                    |
| Bimini Insula     | 73°18′N 305°24′W / 73.3°N 305.4°V   | Kraken Mare | Bimini, insula din legenda Arawak despre care se spune că ar conține fântâna tinereții.                       |
| Bralgu Insula     | 76°12′N 251°30′W / 76.2°N 251.5°V   | Ligeia Mare | Baralku, în cultura Yolngu, insula morților și locul de unde au provenit Djanggawul, cei trei frați creatori. |
| Buyan Insula      | 77°18′N 245°06′W / 77.3°N 245.1°V   | Ligeia Mare | Buyan, o insulă stâncoasă din poveștile populare rusești situată pe malul de sud al Mării Baltice             |
| Hawaiki Insulae   | 84°19′N 327°04′W / 84.32°N 327.07°V | Punga Mare  | Hawaiki, insula natală originală a poporului polinezian în mitologia locală                                   |
| Hufaidh Insulae   | 67°00′N 320°18′W / 67°N 320.3°V     | Kraken Mare | Hufaidh, insulă legendară din mlaștinile din sudul Irakului                                                   |
| Krocylea Insulae  | 69°06′N 302°24′W / 69.1°N 302.4°V   | Kraken Mare | Crocylea, insula mitologică grecească din Marea Ionică, lângă Itaca                                           |
| Mayda Insula      | 79°06′N 312°12′W / 79.1°N 312.2°V   | Kraken Mare | Mayda, insulă legendară din nord-estul Atlanticului                                                           |
| Meropis Insula    | 83°51′N 313°41′W / 83.85°N 313.68°V | Punga Mare  | Meropis, insula fictivă menționată de scriitorul grec antic Theopompus în lucrarea sa Philippica              |
| Onogoro Insula    | 83°17′N 311°42′W / 83.28°N 311.7°V  | Punga Mare  | Insula Onogoro, insulă mitologică japoneză                                                                    |
| Penglai Insula    | 72°12′N 308°42′W / 72.2°N 308.7°V   | Kraken Mare | Penglai, insula chineză de munte mitologică unde au trăit nemuritori și zei.                                  |
| Planctae Insulae  | 77°30′N 251°18′W / 77.5°N 251.3°V   | Ligeia Mare | Symplegades, „stâncile care se ciocnesc” din Bosfor pe care se spunea că numai Argo le-a trecut cu succes.    |
| Royllo Insula     | 68°18′N 297°12′W / 68.3°N 297.2°V   | Kraken Mare | Royllo, insulă legendară din Atlantic, în pragul necunoscutului, lângă Antilla și Saint Brandan.              |

## Labyrinthi
Labyrinthi (complexe de văi sau creste care se intersectează)  de pe Titan poartă numele planetelor din universul fictiv Dune creat de Frank Herbert.  
| Labyrinthus            | Coordonate                          | Numit după |
| ---------------------- | ----------------------------------- | ---------- |
| Anbus Labyrinthus      | 39°12′N 215°00′W / 39.2°N 215°V     | Anbus      |
| Corrin Labyrinthus     | 66°00′S 31°00′W / 66.0°S 31°V       | Corrin     |
| Ecaz Labyrinthus       | 83°00′S 36°42′W / 83.0°S 36.7°V     | Ecaz       |
| Gammu Labyrinthus      | 77°54′S 250°00′W / 77.9°S 250°V     | Gammu      |
| Gamont Labyrinthus     | 56°48′N 75°00′W / 56.8°N 75°V       | Gamont     |
| Gansireed Labyrinthus  | 69°18′S 239°18′W / 69.3°S 239.3°V   | Gansireed  |
| Ginaz Labyrinthus      | 83°00′N 261°42′W / 83°N 261.7°V     | Ginaz      |
| Grumann Labyrinthus    | 69°18′S 239°18′W / 69.3°S 239.3°V   | Grumann    |
| Harmonthep Labyrinthus | 72°18′S 101°24′W / 72.3°S 101.4°V   | Harmonthep |
| Ipyr Labyrinthus       | 86°14′N 289°00′W / 86.24°N 289°V    | Ipyr       |
| Junction Labyrinthus   | 47°42′S 215°18′W / 47.7°S 215.3°V   | Junction   |
| Kaitain Labyrinthus    | 52°22′N 348°40′W / 52.37°N 348.66°V | Kaitain    |
| Kronin Labyrinthus     | 35°42′S 96°16′W / 35.7°S 96.27°V    | Kronin     |
| Lampadas Labyrinthus   | 81°48′S 124°00′W / 81.8°S 124°V     | Lampadas   |
| Lankiveil Labyrinthus  | 48°12′S 149°30′W / 48.2°S 149.5°V   | Lankiveil  |
| Lernaeus Labyrinthus   | 83°24′S 138°00′W / 83.4°S 138°V     | Lernaeus   |
| Muritan Labyrinthus    | 68°48′S 219°12′W / 68.8°S 219.2°V   | Muritan    |
| Naraj Labyrinthus      | 74°12′S 35°48′W / 74.2°S 35.8°V     | Naraj      |
| Niushe Labyrinthus     | 75°06′N 88°06′W / 75.1°N 88.1°V     | Niushe     |
| Palma Labyrinthus      | 72°24′S 31°00′W / 72.4°S 31°V       | Palma      |
| Richese Labyrinthus    | 41°48′N 199°00′W / 41.8°N 199.0°V   | Richese    |
| Salusa Labyrinthus     | 45°36′N 264°12′W / 45.6°N 264.2°V   | Salusa     |
| Sikun Labyrinthus      | 77°54′S 28°54′W / 77.9°S 28.9°V     | Sikun      |
| Tleilax Labyrinthus    | 48°S 16°V / 48°S 16°V               | Tleilax    |
| Tupile Labyrinthus     | 80°30′S 32°12′W / 80.5°S 32.2°V     | Tupile     |

## Lacunae
Lacunaele sunt zone întunecate cu aspect de albii de lacuri secate, care sunt numite după lacurile intermitente de pe Pământ. 
| Lacunae           | Coordonate | Lungime (km) | Numit după |
| ----------------- | ---------- | ------------ | --- |
| Atacama Lacuna    |            | 35.9         | Salar de Atacama, lac intermitent din Chile                                                                                  |
| Eyre Lacuna       |            | 25.4         | Este numit după Lacul Eyre, un lac intermitent din Australia.                                                                |
| Jerid Lacuna      |            | 42.6         | Chott el Djerid, lac intermitent din Tunisia                                                                                 |
| Kutch Lacuna      |            | 175          | Great Rann of Kutch, lac intermitent la granița dintre Pakistan și India                                                     |
| Melrhir Lacuna    |            | 23           | Chott Melrhir, lac intermitent din Algeria                                                                                   |
| Nakuru Lacuna     |            | 188          | Lacul Nakuru, lac intermitent din Kenya                                                                                      |
| Ngami Lacuna      |            | 37.2         | Este numit după Lacul Ngami, din Botswana, și, ca și omonimul său terestru, este considerat a fi endoreic.                   |
| RacetrackLacuna   |            | 9.9          | Racetrack Playa, lac intermitent din California, SUA                                                                         |
| Uyuni Lacuna      |            | 27           | Salar de Uyuni, lac intermitent din Bolivia și cel mai mare deșert de sare din lume.                                         |
| Veliko Lacuna     |            | 93           | Lacul Veliko, lac intermitent din Bosnia-Herțegovina                                                                         |
| Woytchugga Lacuna |            | 449          | Indicațiile sunt că este un lac intermitent și așa a fost numit în 2013 după Lacul Woytchugga de lângă Wilcannia, Australia. |

## Lacūs

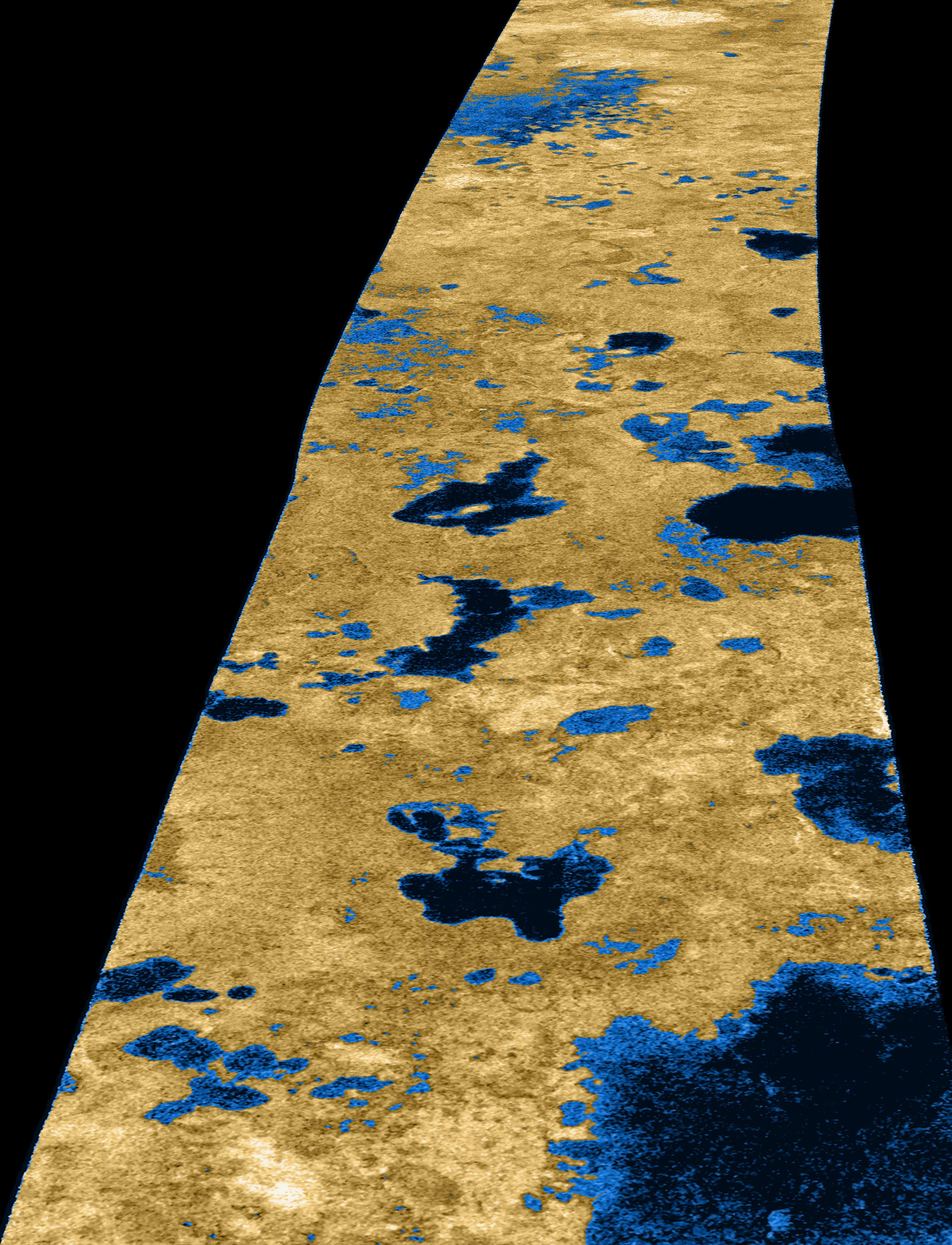
Lacuri de metan lichid de pe Titan. Vedere de la Bolsena Lacus (dreapta jos) la Mackay Lacus (stânga sus).

Lacūs (forma plurală al lui lacus folosită în nomenclatura geologică Titan) sunt lacuri de hidrocarburi. 

## Caracteristici inelare mari
Caracteristicile inelare mari sunt numite după zeitățile înțelepciunii din mitologia mondială. 
| Caracteristică inelară | Coordonate                        | Numită după                             |
| ---------------------- | --------------------------------- | --------------------------------------- |
| Guabonito              | 10°54′S 150°48′W / 10.9°S 150.8°V | Guabonito, zeița mării Taíno            |
| Nath                   | 30°30′S 7°42′W / 30.5°S 7.7°V     | zeița irlandeză a înțelepciunii         |
| Paxsi                  | 5°00′N 341°12′W / 5.0°N 341.2°V   | Zeița Aymara a lunii și a înțelepciunii |
| Veles                  | 2°00′N 137°18′W / 2.0°N 137.3°V   | Veles, zeu slav                         |

## Maculae
Maculaele (petele întunecate) titaneene sunt numite după zeitățile fericirii, păcii și armoniei în mitologia lumii. 
| Macula           | Coordonate                        | Numită după                        |
| ---------------- | --------------------------------- | ---------------------------------- |
| Eir Macula       | 24°00′S 114°42′W / 24.0°S 114.7°V | Eir, zeiță nordică                 |
| Elpis Macula     | 31°12′N 27°00′W / 31.2°N 27.0°V   | Elpis, zeu grec                    |
| Ganesa Macula    | 50°00′N 87°18′W / 50.0°N 87.3°V   | Ganesa, zeu hindus                 |
| Genetaska Macula | 23°30′N 196°18′W / 23.5°N 196.3°V | Genetaska, regina păcii a Iroquois |
| Omacatl Macula   | 17°36′N 37°12′W / 17.6°N 37.2°V   | Omacatl, zeu aztec.                |
| Polaznik Macula  | 41°06′S 280°24′W / 41.1°S 280.4°V | Polaznik, zeu slav                 |
| Pollya Macula    | 50°00′N 56°00′W / 50.0°N 56.0°V   | Polelya, zeu slav                  |

## Maria
Maria (pluralul lui mare) sunt mări de hidrocarburi. 

## Montes
Munții sunt numiți după munții din Pământul de Mijloc fictiv creat de JRR Tolkien. 
| Mons              | Coordonate                          | Numit după                      |
| ----------------- | ----------------------------------- | ------------------------------- |
| Angmar Montes     | 10°00′S 221°00′W / 10.0°S 221.0°V   | Munții Angmar                   |
| Dolmed Montes     | 11°36′S 216°48′W / 11.6°S 216.8°V   | Muntele Dolmed                  |
| Doom Mons         | 14°39′S 40°25′W / 14.65°S 40.42°V   | Muntele Doom                    |
| Echoriat Montes   | 7°24′S 213°48′W / 7.4°S 213.8°V     | Echoriath                       |
| Erebor Mons       | 4°58′S 36°14′W / 4.97°S 36.23°V     | Erebor, Muntele Singuratic      |
| Gram Montes       | 9°54′S 207°54′W / 9.9°S 207.9°V     | Muntele Gram                    |
| Irensaga Montes   | 5°41′S 212°43′W / 5.68°S 212.71°V   | Irensaga                        |
| Lithui Montes     | 84°41′N 112°34′W / 84.68°N 112.56°V | Ered Lithui și Munții de Cenușă |
| Merlock Montes    | 8°54′S 211°48′W / 8.9°S 211.8°V     | Munții Merlock                  |
| Mindolluin Montes | 3°18′S 208°58′W / 3.3°S 208.96°V    | Mindolluin                      |
| Misty Montes      | 56°48′N 62°26′W / 56.8°N 62.44°V    | Munții Cețoși                   |
| Mithrim Montes    | 2°10′S 127°25′W / 2.16°S 127.42°V   | Munții Mithrim                  |
| Moria Montes      | 15°06′N 190°30′W / 15.1°N 190.5°V   | Munții Moria                    |
| Rerir Montes      | 4°48′S 212°06′W / 4.8°S 212.1°V     | Muntele Rerir                   |
| Taniquetil Montes | 3°40′S 213°16′W / 3.67°S 213.26°V   | Taniquetil                      |

## Paterae
Pateraele sunt cratere de caldeiră sau cu pereți adânci cu o posibilă origine vulcanică. Sotra Patera a fost numită anterior Sotra Facula, care a urmat tema de denumire pentru Faculae.  În prezent, nu există o nomenclatură pentru această clasă de forme de relief pe Titan.
| Patera       | Coordonate                      | Numită după              |
| ------------ | ------------------------------- | ------------------------ |
| Sotra Patera | 12°30′S 39°48′W / 12.5°S 39.8°V | Sotra, insulă norvegiană |

## Planitiae
Planitiae (câmpiile joase) de pe Titan poartă numele planetelor din universul fictiv Dune, creat de Frank Herbert.  
| Planitia          | Coordonate                        | Numită după |
| ----------------- | --------------------------------- | ----------- |
| Arrakis Planitia  | 78°24′S 117°00′W / 78.4°S 117.0°V | Arrakis     |
| Buzzell Planitia  | 66°18′S 262°42′W / 66.3°S 262.7°V | Buzzell     |
| Caladan Planitia  | 31°00′N 226°00′W / 31.0°N 226.0°V | Caladan     |
| Chusuk Planitia   | 5°00′S 23°30′W / 5.0°S 23.5°V     | Chusuk      |
| Giedi Planitia    | 5°13′N 357°01′W / 5.22°N 357.02°V | Giedi       |
| Hagal Planitia    | 60°36′S 345°00′W / 60.6°S 345.0°V | Hagal       |
| Poritrin Planitia | 48°00′N 24°00′W / 48.0°N 24.0°V   | Poritrin    |
| Romo Planitia     | 82°48′S 201°00′W / 82.8°S 201.0°V | Romo        |
| Rossak Planitia   | 71°00′S 355°00′W / 71.0°S 355°V   | Rossak      |

## Regiuni
Regiones (regiuni distinct diferite de împrejurimile lor) sunt numite după zeitățile păcii și fericirii. 
| Regio           | Coordonate                        | Numit după                                            |
| --------------- | --------------------------------- | ----------------------------------------------------- |
| Concordia Regio | 20°00′S 241°00′W / 20.0°S 241.0°V | Concordia, zeița romană a divinității și armoniei     |
| Hetpet Regio    | 22°00′S 292°00′W / 22.0°S 292.0°V | Hetpet, personificarea egipteană a fericirii          |
| Hotei Regio     | 26°00′S 78°00′W / 26.0°S 78.0°V   | Budai, zeu chinez/japonez                             |
| Ochumare Regio  | 10°24′N 348°06′W / 10.4°N 348.1°V | Ochumare, zeița Puerto Ricană a fericirii și a vremii |
| Tui Regio       | 24°30′S 124°54′W / 24.5°S 124.9°V | Tui, zeiță chineză                                    |

## Sinūs
Sinus (golfurile) din mări sau lacuri sunt numite după golfuri terestre sau fiorduri. 
| Sinus           | Coordonate                          | Corp lichid | Lungime (km) | Sursa numelui                                                 |
| --------------- | ----------------------------------- | ----------- | ------------ | ------------------------------------------------------------- |
| Arnar Sinus     | 72°36′N 322°00′W / 72.6°N 322°V     | Kraken Mare | 101          | Arnar, fiord din Islanda                                      |
| Avacha Sinus    | 82°52′N 335°26′W / 82.87°N 335.43°V | Punga Mare  | 51           | Golful Avacha din Kamceatka, Rusia                            |
| Baffin Sinus    | 80°21′N 344°37′W / 80.35°N 344.62°V | Kraken Mare | 110          | Marea Baffin dintre Canada și Greenland                       |
| Boni Sinus      | 78°41′N 345°23′W / 78.69°N 345.38°V | Kraken Mare | 54           | Golful Boni din Indonesia                                     |
| Dingle Sinus    | 81°22′N 336°26′W / 81.36°N 336.44°V | Kraken Mare | 80           | Golful Dingle din Irlanda                                     |
| Fagaloa Sinus   | 82°54′N 320°30′W / 82.9°N 320.5°V   | Punga Mare  | 33           | Golful Fagaloa din Insula Upolu, Samoa                        |
| Flensborg Sinus | 64°54′N 295°18′W / 64.9°N 295.3°V   | Kraken Mare | 115          | Flensburg Firth, fiord dintre Danemarca și Germania           |
| Fundy Sinus     | 83°16′N 315°38′W / 83.26°N 315.64°V | Punga Mare  | 91           | Golful Fundy din Canada care are cele mai mari maree din lume |
| Gabes Sinus     | 67°36′N 289°36′W / 67.6°N 289.6°V   | Kraken Mare | 147          | Gabes, sau Syrtis minor, un golf din Tunisia                  |
| Genova Sinus    | 80°07′N 326°37′W / 80.11°N 326.61°V | Kraken Mare | 125          | Golful Genova din Italia                                      |
| Kumbaru Sinus   | 56°48′N 303°48′W / 56.8°N 303.8°V   | Kraken Mare | 122          | Golf din India                                                |
| Lulworth Sinus  | 67°11′N 316°53′W / 67.19°N 316.88°V | Kraken Mare | 24           | Gulful Lulworth din Anglia de sud                             |
| Maizuru Sinus   | 78°54′N 352°32′W / 78.9°N 352.53°V  | Kraken Mare | 92           | Golful Maizuru din Japonia                                    |
| Manza Sinus     | 79°17′N 346°06′W / 79.29°N 346.1°V  | Kraken Mare | 37           | Golful Manza din Tanzania                                     |
| Moray Sinus     | 76°36′N 281°24′W / 76.6°N 281.4°V   | Kraken Mare | 204          | Golful Moray din Scoția                                       |
| Nicoya Sinus    | 74°48′N 251°12′W / 74.8°N 251.2°V   | Ligeia Mare | 130          | Golful Nicoya din Costa Rica                                  |
| Okahu Sinus     | 73°42′N 282°00′W / 73.7°N 282°V     | Kraken Mare | 141          | Golful Okahu aproape de Auckland, Noua Zeelandă               |
| Patos Sinus     | 77°12′N 224°48′W / 77.2°N 224.8°V   | Ligeia Mare | 103          | Patos, fiord din Chile                                        |
| Puget Sinus     | 82°24′N 241°06′W / 82.4°N 241.1°V   | Ligeia Mare | 93           | Golful Puget din Washington, United States                    |
| Rombaken Sinus  | 75°18′N 232°54′W / 75.3°N 232.9°V   | Ligeia Mare | 92.5         | Rombaken, fiord din Norvegia                                  |
| Saldanha Sinus  | 82°25′N 322°30′W / 82.42°N 322.5°V  | Punga Mare  | 18           | Golful Saldanha din Africa de Sud                             |
| Skelton Sinus   | 76°48′N 314°54′W / 76.8°N 314.9°V   | Kraken Mare | 73           | Ghețarul Skelton aproape de Marea Ross, Antarctica            |
| Trold Sinus     | 71°18′N 292°42′W / 71.3°N 292.7°V   | Kraken Mare | 118          | Formațiunea de Fiorduri Trold din Nunavut, Canada             |
| Tumaco Sinus    | 82°33′N 315°13′W / 82.55°N 315.22°V | Punga Mare  | 31           | Tumaco, oraș port și golf din Columbia                        |
| Tunu Sinus      | 79°12′N 299°48′W / 79.2°N 299.8°V   | Kraken Mare | 134          | Tunu, fiord din Groenlanda                                    |
| Wakasa Sinus    | 80°42′N 270°00′W / 80.7°N 270°V     | Ligeia Mare | 146          | Golful Wakasa din Japonia                                     |
| Walvis Sinus    | 58°12′N 324°06′W / 58.2°N 324.1°V   | Kraken Mare | 253          | Golful Walvis din Namibia                                     |

## Terrae
Terrae sunt mase de uscat extensive. Ca și în cazul caracteristicilor albedo, ele sunt numite după locuri sacre și fermecate din culturi din întreaga lume. 
| Terra          | Coordonatele                      | Numită după                                                                         |
| -------------- | --------------------------------- | ----------------------------------------------------------------------------------- |
| Garotman Terra | 13°30′S 348°00′W / 13.5°S 348.0°V | Garotman, paradisul iranian pe care îl locuiesc sufletele oamenilor credincioși     |
| Tollan Terra   | 6°24′N 322°42′W / 6.4°N 322.7°V   | Tollan, paradisul aztec unde recoltele nu se ofilesc niciodată                      |
| Tsiipiya Terra | 2°50′N 340°07′W / 2.83°N 340.12°V | Tsiipiya, numele Hopi pentru Muntele Taylor din New Mexico, SUA                     |
| Yalaing Terra  | 19°30′S 324°00′W / 19.5°S 324.0°V | Yalaing, pământul spiritelor australian pentru suflete bune, cu apă curată și vânat |

## Undae
Undae sunt câmpuri de dune. Pe Titan sunt numite după zeitățile grecești ale vântului. 
| Undae          | Coordonate                          | Diametru (km) | Numit după                                               |
| -------------- | ----------------------------------- | ------------- | -------------------------------------------------------- |
| Aura Undae     | 13°47′N 226°52′W / 13.79°N 226.86°V | 490           | Aura, zeița Titanis a vântului de dimineață.             |
| Boreas Undae   | 6°S 215°V / 6°S 215°V               | 260           | Boreas, zeul grec al vântului de nord.                   |
| Eurus Undae    | 7°30′S 210°18′W / 7.5°S 210.3°V     | 220           | Eurus, personificare greacă a vântului de est.           |
| Notus Undae    | 10°00′S 211°06′W / 10°S 211.1°V     | 530           | Notus, zeul grec al vântului de sud sau de sud-vest.     |
| Zephyrus Undae | 8°30′S 217°06′W / 8.5°S 217.1°V     | 130           | Zephyrus, personificare greacă a vântului blând de vest. |

## Virgae
Virgae (dungi de culoare) sunt numite după zeii ploii din mitologiile lumii. 
| Virga           | Coordonate                        | Numită după                             |
| --------------- | --------------------------------- | --------------------------------------- |
| Bacab Virgae    | 19°00′S 151°00′W / 19.0°S 151.0°V | Bacab, zeul ploii maya                  |
| Hobal Virga     | 35°00′S 166°00′W / 35.0°S 166.0°V | Hobal, zeul ploii arab                  |
| Kalseru Virga   | 36°00′S 137°00′W / 36.0°S 137.0°V | Kalseru, zeul ploii aborigen australian |
| Perkunas Virgae | 27°00′S 162°00′W / 27.0°S 162.0°V | Perkūnas, zeul suprem lituanian         |
| Shiwanni Virgae | 25°00′S 32°00′W / 25.0°S 32.0°V   | Shiwanni, zeul ploii Zuni               |
| Tishtrya Virgae | 23°48′N 179°48′W / 23.8°N 179.8°V | Tishtrya, zeul persan al ploii          |
| Tlaloc Virgae   | 23°42′N 207°42′W / 23.7°N 207.7°V | Tlaloc, zeul aztec al ploii             |
| Uanui Virgae    | 45°12′N 235°18′W / 45.2°N 235.3°V | Uanui, zeul ploii māori                 |

## Nume informale pentru caracteristici nenumite anterior
Deoarece natura exactă a multor forme de relief rămâne misterioasă, un număr de trăsături a avut nevoie de timp pentru a primi nume formale și sunt cunoscute după porecle. În cele mai multe cazuri, indicațiile de luminozitate și întuneric nu se referă la lumina vizibilă, ci la imaginile în infraroșu folosite pentru a privi prin ceața obscură a lui Titan. 
- „Secera”: o regiune mare, întunecată, în formă de seceră, identificată de Telescopul Spațial Hubble.
- „Gâtul lui Kraken”: denumire neoficială pentru strâmtoarea care separă bazinele de nord și de sud ale Kraken Mare, înainte de a fi numită oficial Seldon Fretum. A fost folosit în publicațiile timpurii care au emis ipoteza despre rolul său cu disiparea mareelor și curenții de suprafață între cele două bazine ale lui Kraken Mare. [52] [53]

## Legături externe
- USGS: Titan nomenclature
- USGS links to PDF maps with nomenclature